# Hymn Uzbeckiej SRR
Hymn Uzbeckiej SRR został przyjęty w roku 1947 i był używany do 1992. Muzykę skomponował Mutal Burhanow, a słowa napisał Timur Fattah oraz Turab Tula.
Muzyka jest używana także w obecnym hymnie Uzbekistanu, jednak ze zmienionymi słowami.

## Słowa uzbeckie, cyrylica
Ассалом, рус халқи, буюк оғамиз,
Барҳаёт доҳиймиз Ленин, жонажон!
Озодлик йўлини Сиз кўрсатдингиз,
Советлар юртида ўзбек толди шон!
Партия раҳнамо, жон Ўзбекистон,
Серқуёш ўлкасан, обод, баркамол!
Тупроғинг хазина, бахтинг бир жаҳон,
Советлар юртида сенга ёр иқбол!
Серкуёш ўлкада кўрмасдик зиё,
Дарёлар бўйда эдик сувга зор.
Тонг отди, Инқилоб, Ленин раҳнамо,
Раҳнамо Лениндан халқлар миннатдор!
Партия раҳнамо, жон Ўзбекистон,
Серқуёш ўлкасан, обод, баркамол!
Тупроғинг хазина, бахтинг бир жаҳон,
Советлар юртида сенга ёр иқбол!
Коммунизм гулбоғи мангу навбаҳор,
Тоабад қардошлик – дўстлик барҳаёт!
Советлар байроғи ғолиб, барқарор,
Бу байроқ нуридан порлар коинот!
Партия раҳнамо, жон Ўзбекистон,
Серқуёш ўлкасан, обод, баркамол!
Тупроғинг хазина, бахтинг бир жаҳон,
Советлар юртида сенга ёр иқбол!

## Słowa uzbeckie, alfabet łaciński
Аssalom, rus xalqi, buyuk ogʻamiz,
Barhayot dohiymiz Lеnin, jonajon!
Ozodlik yoʻlini Siz koʻrsatdingiz,
Sovеtlar yurtida oʻzbеk toldi shon!
Partiya rahnamo, jon Oʻzbekiston,
Serquyosh oʻlkasan, obod, barkamol!
Tuprogʻing xazina, baxting bir jahon,
Sovetlar yurtida senga yor iqbol!
Serquyosh oʻlkada koʻrmаsdik ziyo,
Dаryolаr boʻydа edik suvgа zоr.
Tоng оtdi, Inqilоb, Lеnin rаhnаmо,
Rаhnаmо Lеnindаn хаlqlаr minnаtdоr!
Partiya rahnamo, jon Oʻzbekiston,
Serquyosh oʻlkasan, obod, barkamol!
Tuprogʻing xazina, baxting bir jahon,
Sovetlar yurtida senga yor iqbol!
Kommunizm gulbogʻi mаngu nаvbаhor,
Toаbаd qаrdoshlik – doʻstlik bаrhаyot!
Sovеtlаr bаyrogʻi gʻolib, bаrqаror,
Bu bаyroq nuridаn пorlаr koinot!
Partiya rahnamo, jon Oʻzbekiston,
Serquyosh oʻlkasan, obod, barkamol!
Tuprogʻing xazina, baxting bir jahon,
Sovetlar yurtida senga yor iqbol!

## Słowa rosyjskie
Ассалом, брат русский, велик твой народ!
Славься, вождь бессмертный, Ленин наш родной!
Путь борьбы за свободу вёл нас вперёд,
И узбек прославлен Советской страной.
Партия, ты ведёшь наш Узбекистан,
Он цветёт, одарен радостной судьбой.
Край сокровищ земных солнцем осиян,
И в родной стране счастье всегда с тобой.
В яркий день был спрятан от нас солнца свет,
Нас томила жажда возле полных рек.
Ленин для нас открыл Октября рассвет,
Будет Ленин жить в сердцах из века в век.
Партия, ты ведёшь наш Узбекистан,
Он цветёт, одарен радостной судьбой.
Край сокровищ земных солнцем осиян,
И в родной стране счастье всегда с тобой.
Коммунизм - ты земли весенний расцвет,
Братство, равенство и дружба - наш оплот.
Поднимаем мы знамя славных побед,
Алый стяг миру свет Советов несёт.
Партия, ты ведёшь наш Узбекистан,
Он цветёт, одарен радостной судьбой.
Край сокровищ земных солнцем осиян,
И в родной стране счастье всегда с тобой.

## Tłumaczenie na język polski
Bądź pozdrowiony Narodzie Rosyjski, nasz wielki Bracie,
Niech żyje geniusz najdroższego Lenina!
Wskazałeś nam drogę ku wolności,
w Kraju Rad chwałę Uzbeków!
Prowadzony przez Partię drogi Uzbekistanie,
promienny, dojrzały, kwitnący i dostatni!
Twoja ziemia to skarb, Twoje szczęście to świat,
w Kraju Rad bądź szczęśliwy!
W słonecznym kraju nie widzieliśmy światła,
Nad brzegami rzek byliśmy spragnieni.
Wtem zaświtała Rewolucja pod wodzą Lenina,
Wodzowi Leninowi lud jest wdzięczny!
Prowadzony przez Partię drogi Uzbekistanie,
promienny, dojrzały, kwitnący i dostatni!
Twoja ziemia to skarb, Twoje szczęście to świat,
w Kraju Rad bądź szczęśliwy!
Kwiat komunizmu kwitnie wiecznie,
Braterstwo na zawsze – nieśmiertelna przyjaźń!
Flaga radziecka jest zwycięska, niewzruszona,
Wszechświat jaśnieje światłem tej flagi!
Prowadzony przez Partię drogi Uzbekistanie,
promienny, dojrzały, kwitnący i dostatni!
Twoja ziemia to skarb, Twoje szczęście to świat,
w Kraju Rad bądź szczęśliwy!